# Liste des distinctions de The Good Wife
 (septembre 2014).
La liste des récompenses et nominations de The Good Wife récapitule toutes les distinctions reçues par la série américaine The Good Wife.

## Par cérémonie

### Emmy Awards
| Année | Catégorie                                                       | Nommé(s)                     | Épisode(s)                  | Résultat   |
| ----- | --------------------------------------------------------------- | ---------------------------- | --------------------------- | ---------- |
| 2010  | Meilleure série dramatique                                      | Meilleure série dramatique   |                             | Nomination |
| 2010  | Meilleure actrice dans une série dramatique                     | Julianna Margulies           | Le troisième élément        | Nomination |
| 2010  | Meilleure actrice dans un second rôle dans une série dramatique | Christine Baranski           | Aux armes et caetera        | Nomination |
| 2010  | Meilleure actrice dans un second rôle dans une série dramatique | Archie Panjabi               | Secrets d'alcôve            | Lauréat    |
| 2010  | Meilleur scénario pour une série dramatique                     | Robert King et Michelle King | Une femme dans la tourmente | Nomination |
| 2011  | Meilleure série dramatique                                      | Meilleure série dramatique   |                             | Nomination |
| 2011  | Meilleure actrice dans une série dramatique                     | Julianna Margulies           | En souffrance               | Lauréat    |
| 2011  | Meilleur acteur dans un second rôle dans une série dramatique   | Josh Charles                 | Le chant du signe           | Nomination |
| 2011  | Meilleur acteur dans un second rôle dans une série dramatique   | Alan Cumming                 | Balle masquée               | Nomination |
| 2011  | Meilleure actrice dans un second rôle dans une série dramatique | Christine Baranski           | Balle masquée               | Nomination |
| 2011  | Meilleure actrice dans un second rôle dans une série dramatique | Archie Panjabi               | Triade                      | Nomination |
| 2012  | Meilleure actrice dans une série dramatique                     | Julianna Margulies           | Heures d'angoisse           | Nomination |
| 2012  | Meilleure actrice dans un second rôle dans une série dramatique | Christine Baranski           | Assignés levez-vous!        | Nomination |
| 2012  | Meilleure actrice dans un second rôle dans une série dramatique | Archie Panjabi               | La Dream Team               | Nomination |
| 2014  | Meilleure actrice dans une série dramatique                     | Julianna Margulies           | Comment lui dire adieu      | Lauréat    |
| 2014  | Meilleur acteur dans un second role dans une série dramatique   | Josh Charles                 | En mode commando            | Nomination |
| 2014  | Meilleure actrice dans un second role dans une série dramatique | Christine Baranski           | Comment lui dire adieu      | Nomination |
| 2015  | Meilleur acteur dans un second role dans une série dramatique   | Alan Cumming                 | Vilains petits emails       | Nomination |
| 2015  | Meilleur actrice dans un second role dans une série dramatique  | Christine Baranski           | Toute la vérité ou presque  | Nomination |
| 2016  | Meilleur scénario pour une série télévisée dramatique           | Michelle King & Robert King  | Vivre sa vie                | Nomination |

### Creative Arts Emmy Awards
| Année | Catégorie                                             | Nommé(s)                                                     | Episode               | Résultat   |
| ----- | ----------------------------------------------------- | ------------------------------------------------------------ | --------------------- | ---------- |
| 2010  | Meilleur casting pour une série dramatique            | Mark Saks                                                    | Mark Saks             | Nomination |
| 2010  | Meilleur costumes pour une série dramatique           | Jennifer Rogien Faletti Daniele Hollywood Daniel Lawson      |                       | Nomination |
| 2010  | Meilleur acteur invité dans une série dramatique      | Dylan Baker.                                                 | L'avocat du Diable    | Nomination |
| 2010  | Meilleur acteur invité dans une série dramatique      | Alan Cumming                                                 | Crise de Confiance    | Nomination |
| 2011  | Meilleur acteur invité dans une série dramatique      | Michael J. Fox                                               | Le Cheval de Troie    | Nomination |
| 2011  | Meilleur casting pour une série dramatique            | Mark Saks                                                    | Mark Saks             | Nomination |
| 2011  | Meilleure photographie pour une série d'une heure     | Fred Murphy                                                  | Cour Martiale         | Nomination |
| 2012  | Meilleur acteur invité dans une série dramatique      | Michael J. Fox                                               | Heures d'angoisse     | Nomination |
| 2012  | Meilleure actrice invitée dans une série dramatique   | Martha Plimpton                                              | La Dream Team         | Lauréat    |
| 2012  | Meilleur casting pour une série dramatique            | Mark Saks                                                    |                       | Nomination |
| 2013  | Meilleur acteur invité dans une série dramatique      | Michael J. Fox                                               | Piqués au Vif         | Nomination |
| 2013  | Meilleur acteur invité dans une série dramatique      | Nathan Lane                                                  | Abus de Pouvoir       | Nomination |
| 2013  | Meilleure actrice invitée dans une série dramatique   | Carrie Preston                                               | La Tour de Babel      | Lauréat    |
| 2013  | Meilleur casting pour une série dramatique            | Mark Saks                                                    | Mark Saks             | Nomination |
| 2014  | Meilleur acteur invité dans une série dramatique      | Dylan Baker                                                  | La Corde au Cou       | Nomination |
| 2014  | Meilleur casting pour une série dramatique            | Mark Saks                                                    | Mark Saks             | Nomination |
| 2015  | Meilleur acteur invité dans une série dramatique      | Michael J. Fox                                               | Marie-Antoinette      | Nomination |
| 2015  | Meilleure photographie pour une série à caméra unique | Fred Murphy                                                  | Derrière la Ligne     | Nomination |
| 2016  | Meilleur acteur invité dans une série dramatique      | Michael J. Fox                                               | Non Coupable          | Nomination |
| 2016  | Meilleure actrice invitée dans une série dramatique   | Carrie Preston                                               | Dans la ligne de mire | Nomination |
| 2016  | Meilleur costumes pour une série dramatique           | David Brooks, Daniele Hollywood, Angel Peart & Daniel Lawson | Vivre sa vie          | Nomination |

### Golden Globe Awards
| Année | Catégorie                                                                           | Nommé(s)                             | Résultat   |
| ----- | ----------------------------------------------------------------------------------- | ------------------------------------ | ---------- |
| 2009  | Meilleure actrice dans une série télévisée dramatique                               | Julianna Margulies                   | Lauréat    |
| 2010  | Meilleure série télévisée dramatique                                                | Meilleure série télévisée dramatique | Nomination |
| 2010  | Meilleure actrice dans une série télévisée dramatique                               | Julianna Margulies                   | Nomination |
| 2010  | Meilleur acteur dans un second role dans une série, une mini-série ou un téléfilm   | Chris Noth                           | Nomination |
| 2011  | Meilleure actrice dans une série télévisée dramatique                               | Julianna Margulies                   | Nomination |
| 2012  | Meilleure actrice dans une série télévisée dramatique                               | Julianna Margulies                   | Nomination |
| 2012  | Meilleure actrice dans un second role dans une série, une mini-série ou un téléfilm | Archie Panjabi\|                     | Nomination |
| 2013  | Meilleure série télévisée dramatique                                                | Meilleure série télévisée dramatique | Nomination |
| 2013  | Meilleure actrice dans une série télévisée dramatique                               | Julianna Margulies                   | Nomination |
| 2013  | Meilleur acteur dans un second role dans une série, une mini-série ou un téléfilm   | Josh Charles                         | Nomination |
| 2014  | Meilleur série télévisée dramatique                                                 | Meilleur série télévisée dramatique  | Nomination |
| 2014  | Meilleure actrice dans une série télévisée dramatique                               | Julianna Margulies                   | Nomination |
| 2014  | Meilleur acteur dans un second role dans une série, une mini-série ou un téléfilm   | Alan Cumming                         | Nomination |
| 2015  | Meilleur acteur dans un second role dans une série, une mini-série ou un téléfilm   | Alan Cumming                         | Nomination |

### Peabody Awards
| Année | Catégorie | Nommé(s) | Épisode(s) | Résultat |
| ----- | --------- | -------- | ---------- | -------- |
| 2010  |           |          |            | Lauréat  |

### People's Choice Awards
| Année | Catégorie                                             | Nommé(s)                             | Épisode(s) | Résultat   |
| ----- | ----------------------------------------------------- | ------------------------------------ | ---------- | ---------- |
| 2010  | Meilleure série télévisée dramatique                  | Meilleure série télévisée dramatique |            | Nomination |
| 2010  | Meilleure actrice dans une série télévisée dramatique | Julianna Margulies                   |            | Nomination |
| 2012  | Meilleure série télévisée dramatique                  | Meilleure série télévisée dramatique |            | Nomination |
| 2012  | Meilleur guest star dans une série télévisée          | Michael J. Fox                       |            | Nomination |

### Satellite Awards
| Année | Catégorie                                                      | Nommé(s)                             | Épisode(s) | Résultat   |
| ----- | -------------------------------------------------------------- | ------------------------------------ | ---------- | ---------- |
| 2009  | Meilleure actrice dans une série télévisée dramatique          | Julianna Margulies                   |            | Nomination |
| 2009  | Meilleure série télévisée dramatique                           | Meilleure série télévisée dramatique |            | Nomination |
| 2010  | Meilleure série télévisée dramatique                           | Meilleure série télévisée dramatique |            | Nomination |
| 2010  | Meilleure actrice dans une série télévisée dramatique          | Julianna Margulies                   |            | Nomination |
| 2010  | Meilleur acteur dans une série télévisée dramatique            | Josh Charles                         |            | Nomination |
| 2010  | Meilleure actrice dans un second rôle dans une série télévisée | Archie Panjabi                       |            | Nomination |
| 2010  | Meilleur acteur dans un second rôle dans une série télévisée   | Alan Cumming                         |            | Nomination |

### Screen Actors Guild Awards
| Année | Catégorie                                        | Nommé(s)                                         | Épisode(s) | Résultat   |
| ----- | ------------------------------------------------ | ------------------------------------------------ | ---------- | ---------- |
| 2010  | Meilleure distribution pour une série dramatique | Meilleure distribution pour une série dramatique |            | Nomination |
| 2010  | Meilleure actrice dans une série dramatique      | Julianna Margulies                               |            | Lauréat    |
| 2011  | Meilleure actrice dans une série dramatique      | Julianna Margulies                               |            | Lauréat    |
| 2011  | Meilleure distribution pour une série dramatique | Meilleure distribution pour une série dramatique |            | Nomination |

### Television Critics Association Awards
| Année | Catégorie                                      | Nommé(s)                   | Episodes | Résultat   |
| ----- | ---------------------------------------------- | -------------------------- | -------- | ---------- |
| 2010  | Meilleure prestation dans une série dramatique | Julianna Margulies         |          | Lauréat    |
| 2010  | Meilleure série dramatique                     | Meilleure série dramatique |          | Nomination |
| 2010  | Meilleure nouvelle série                       | Meilleure nouvelle série   |          | Nomination |
| 2011  | Meilleure série dramatique                     |                            |          | Nomination |
| 2011  | Meilleure prestation dans une série dramatique | Julianna Margulies         |          | Nomination |

### Critics' Choice Television Awards
| Année                                                           | Catégorie                  | Nommé(s)   | Résultat |
| --------------------------------------------------------------- | -------------------------- | ---------- | -------- |
| 2011                                                            |                            |            |          |
| Meilleure série dramatique                                      | Meilleure série dramatique | Nomination |          |
| Meilleure actrice dans une série dramatique                     | Julianna Margulies         | Lauréat    |          |
| Meilleur acteur dans un second rôle dans une série dramatique   | Alan Cumming               | Nomination |          |
| Meilleure actrice dans un second rôle dans une série dramatique | Archie Panjabi             | Nomination |          |
| 2012                                                            |                            |            |          |
| Meilleure série dramatique                                      | Meilleure série dramatique | Nomination |          |
| Meilleure actrice dans une série dramatique                     | Julianna Margulies         | Nomination |          |
| Meilleure actrice dans un second rôle dans une série dramatique | Christine Baranski         | Nomination |          |
| Meilleur invité dans une série dramatique                       | Carrie Preston             | Nomination |          |

### Writers Guild of America Award
| Année | Catégorie                                            | Nommé(s)                                             | Épisode(s)     | Résultat   |
| ----- | ---------------------------------------------------- | ---------------------------------------------------- | -------------- | ---------- |
| 2009  | Meilleur scénario pour une nouvelle série dramatique | Meilleur scénario pour une nouvelle série dramatique |                | Nomination |
| 2010  | Meilleur scénario pour une série dramatique          |                                                      | Discrimination | Nomination |

### Young Artist Awards
| Année | Catégorie                                                                            | Nommé(s)        | Épisode(s) | Résultat   |
| ----- | ------------------------------------------------------------------------------------ | --------------- | ---------- | ---------- |
| 2010  | Meilleure jeune actrice dans un rôle récurrent pour une série télévisée              | Makenzie Vega   |            | Nomination |
| 2011  | Meilleur jeune second rôle féminin dans une série télévisée (comique ou dramatique)  | Makenzie Vega   |            | Nomination |
| 2011  | Meilleur jeune second rôle masculin dans une série télévisée (comique ou dramatique) | Graham Phillips |            | Nomination |